# Dunningův–Krugerův efekt
Dunningův–Krugerův efekt je typ kognitivního zkreslení, které způsobuje, že lidé s nízkými schopnostmi či kompetencemi v dané oblasti sice dosahují přiměřeně nízkého výkonu, mají-li však odhadnout svůj výsledek ve srovnání s ostatními, mají naopak tendenci jej nadhodnocovat. Naopak lidé s vysokou odborností své dosažené výsledky podceňují. V prvním případě jde o přecenění vlastních sil, ve druhém případě o přecenění sil ostatních. V roce 1999 ho popsali američtí sociální psychologové David Dunning a Justin Kruger, kteří jej přičítali tomu, že míra odbornosti v daném oboru má vliv na schopnost hodnocení sebe i druhých.
Efekt či jeho původní vysvětlení se však často stává předmětem matoucího výkladu či zjednodušení a jeho zdůvodnění je zpochybňováno.

## Popis efektu
Dunning a Kruger zjistili, že lidé s podprůměrnými kompetencemi svůj výkon výrazně přeceňují a naopak lidé s nadprůměrnými schopnostmi svůj výkon mírně podceňují. Pokud dostanou zkoumané osoby k dispozici výsledky ostatních a mají znovu ohodnotit svůj dosažený výkon, podprůměrní se nezmění. Nadprůměrní naopak svůj odhad upraví tak, že je výrazně bližší skutečnosti.
Vysvětlení zní, že lidé s nízkými schopnostmi a kompetencemi mají o svých schopnostech nadnesené mínění, které je rezistentní změně i při přímé konfrontaci s populačním průměrem. Nadprůměrní lidé jsou sice schopni adekvátněji odhadnout své výsledky, přeceňují však všechny ostatní. Po konfrontaci s průměrnými výsledky se výrazně přiblíží v odhadu skutečnému výsledku – poupraví (sníží) hodnocení ostatních a jejich vlastní výkon tak v jejich očích vzroste.
Efekt se různí v závislosti na kultuře – například Asiaté mají obecnou tendenci více podceňovat své vlastní výsledky, v principu to však funguje ve všech zkoumaných kulturách.

## Kritika
Zdůvodnění Dunningova-Krugerova efektu bývá nicméně zpochybňováno. Podle kritiků jde o přirozený důsledek dvou zcela jiných jevů. Lidé jednak nedokáží své schopnosti posoudit zcela přesně, a jednak mají v průměru tendenci se nadhodnocovat. Pozorovaný efekt je tedy prostým statistickým artefaktem, výsledkem regrese k průměru.
Někteří autoři navrhují alternativní zdůvodnění.
Za svou práci získali autoři Ig Nobelovu cenu udělovanou za neobvyklé nebo triviální výsledky vědeckého výzkumu.